# Lukas Britschgi
Lukas Britschgi, född 17 februari 1998 i Schaffhausen, är en schweizisk konståkare. 

## Karriär
Vid EM 2025 i Tallinn tog Britschgi guld i singel. Han blev den första manliga schweiziska konståkaren att bli europamästare sedan Hans Gerschwiler tog guld 1947.